# Hermann Prall
Hermann Prall (auch: Hermann Prael; geboren vor 1482 in Lüneburg; gestorben nach 1483) war ein deutscher Münzmeister.

## Leben und Werk
Hermann Prall wirkte in den Jahren 1482 und 1483 als Münzmeister der Stadt Hannover. Einen seiner dort genutzten Münzstempel nahm er anschließend mit nach Lüneburg, „wo er bis zum heutigen Tage erhalten geblieben ist“. Ein auf den ersten Blick naheliegender Prägeauftrag Hannovers an die städtische Münze Lüneburgs kann daraus jedoch nicht abgeleitet werden, da die schriftlichen Quellen dem entgegenstehen.
Prall prägte 1482 erste Schilling-Münzen für Hannover, womit sich „zugleich auch das Siegelbild geringfügig“ änderte.